# Bergur Løkke Rasmussen
Bergur Løkke Rasmussen (nascido a 4 de Março de 1990) é um político dinamarquês que serve como membro do Parlamento Europeu pelo Venstre desde 2022.